# Arhee
Arheele (Archaea) este unul dintre cele trei domenii ale vieții, alături de  Bacteria și Eucaria, care include un singur regn - Archaea (Arhee). Este constituit din organisme unicelulare, anucleate și care nu au organite despărțite de membrane.
Archaea au fost clasificate ca bacterii și au primit titlul de "archaebacteria", dar această clasificare este acum depășită.
Celulele archaea au proprietăți diferite de celulele bacteriilor sau ale eucariotelor. Archaea se împart în patru  încrengături. Clasificarea lor este dificilă pentru că archaea sunt rareori studiate în laborator și sunt doar analizate la nivelul acizilor nucleici, din mostre prelevate din mediul înconjurător.

## Descoperire

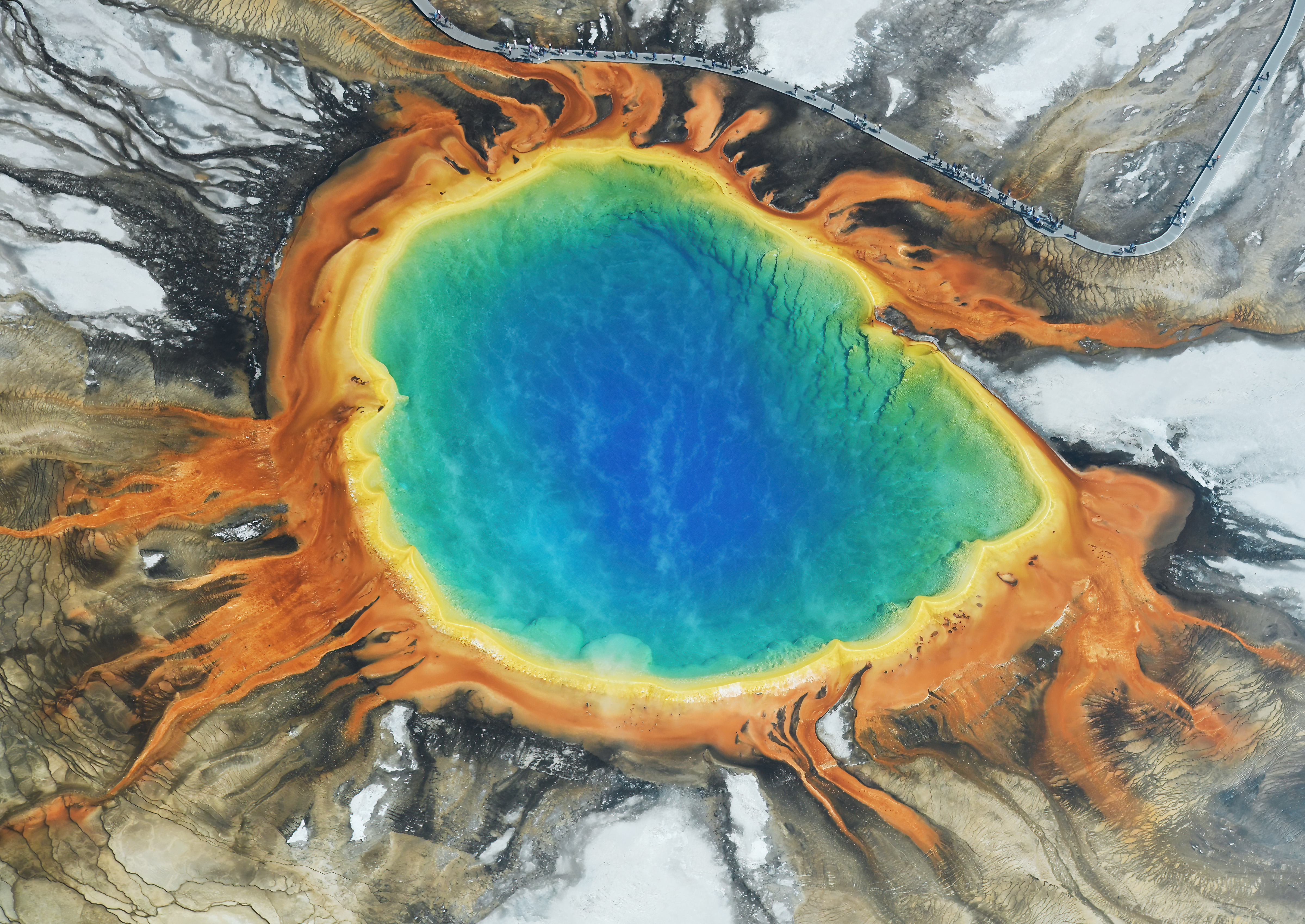
Archaea au fost descoperite în medii de viață extreme, cum ar fi izvoarele fierbinți de origine vulcanică. În imagine este Izvorul Grand Prismatic din Parcul Național Yellowstone.

Archaea au fost caracterizate prima oară ca un grup diferit de procariote în anul 1977 de către Carl Woese și George E. Fox, cu ajutorul  arborilor filogenetici contruiți pe baza secvențelor de ARN ribozomic 16s.  
Woese a argumentat că Archaea sunt un grup de organisme fundamental diferite de organismele cunoscute până atunci. Pentru a sublinia diferențele, Woese a propus un nou sistem de clasificare al organismelor vii, care cuprinde trei domenii:  Eucaria,  Bacteria și Archaea,

## Caracterizare
Archaea și bacteriile au în general aceeași formă și mărime, deși unele archaea au forme ciudate, precum celulele pătrate ale Haloquadratum walsbyi. În ciuda similarității vizuale cu bacteriile, archaea au  gene și  căi metabolice care sunt mai asemănătoare cu eucariotele decât cu bacteriile, cum a fi enzimele implicate în procesele de transcripție și translație. Alte aspecte ale  biochimiei archaea sunt unice, cum ar fi prezența  lipidelor eter în membrana celulară.

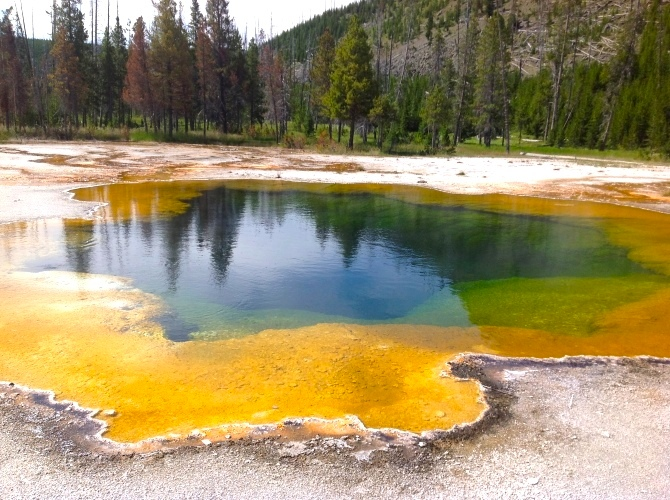
Izvorul fierbinte de origine vulcanică Morning Glory din Parcul Național Yellowstone. Culorile stridente sunt date de prezența organismelor archaea

## Mediul de viață

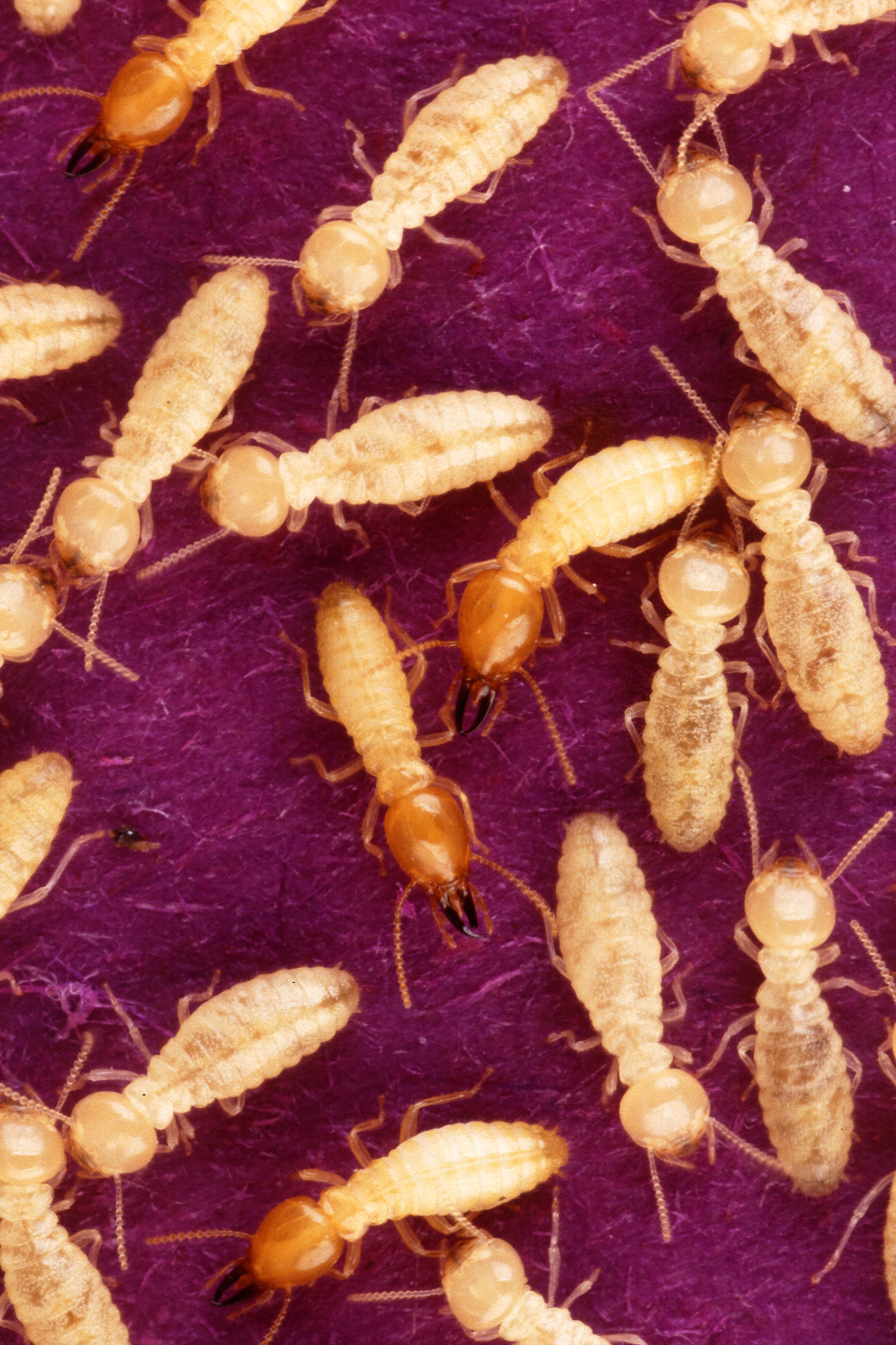
Archaea de tip metanogen formează relații de simbioză cu termitele